# Ciîstopillea, Verhnii Rohaciîk
Ciîstopillea (în ucraineană Чистопілля) este localitatea de reședință a comunei Ciîstopillea din raionul Verhnii Rohaciîk, regiunea Herson, Ucraina.

## Demografie
Componența lingvistică a localității Ciîstopillea
     Ucraineană (96,22%)
     Rusă (3,78%)
Conform recensământului din 2001, majoritatea populației localității Ciîstopillea era vorbitoare de ucraineană (96,22%), existând în minoritate și vorbitori de rusă (3,78%).